# 1932 en Irlande
Chronologie de l'Irlande
- 1928
- 1929
- 1930
- 1931
- 1932
- 1933
- 1934
- 1935
- 1936

## Février
- 16 février : Éamon de Valera, à la tête du Fianna Fáil républicain gagne les élections en Irlande. Il devient président du Conseil[1].

## Mars
- 16 mars : le gouvernement du Fianna Fáil annonce qu’il gèle les annuités foncières que l’Irlande paye aux Britanniques, ce qui provoque une guerre douanière entre le Royaume-Uni et l’Irlande (fin en 1938)[1].

## Avril
- 17 avril : finale de la Coupe d'Irlande de football 1931-1932. Les Shamrock Rovers remportent pour la cinquième fois la compétition en battant le Dolphin FC.

## Novembre
- 1er novembre : démission de James McNeill de son poste de gouverneur général de l’État libre d'Irlande[2].
- 27 novembre : Domhnall Ua Buachalla devient gouverneur général.

## Sources et références
1. 1 2  Historical dictionary of Ireland, Scarecrow Press, coll. « Historical dictionaries of Europe », 2014 (ISBN 978-0-8108-7091-8 et 978-0-8108-5077-4)
2. ↑  Alvin Jackson, Ireland, 1798-1998: war, peace and beyond, Wiley-Blackwell, 2010 (ISBN 978-1-4051-8961-3)